# José Barrias
José Barrias (* 14. Juni 1944 in Lissabon, Portugal; † 6. Juni 2020 in Mailand, Italien) war ein portugiesischer Künstler.

## Leben und Wirken
José Barrias wurde 1944 in Lissabon als Sohn des Malers Miguel Barrias geboren und lebte von 1950 bis 1967 in Porto, wo er auch an der dortigen Kunsthochschule studierte. 1967 und 1968 lebte er in Paris, danach zog er nach Mailand, wo er bis zu seinem Tod lebte. 
Sein Werk umfasst Skulpturen, Malerei, Texte, Filme, Zeichnungen und Photographie. 
Seine erste Einzelausstellung hatte er im Jahr 1972; es folgten weitere, vor allem in Portugal und Italien, so 1996 in Lissabon, 2011 in Porto und 2016 in Bragança. Seine letzte Ausstellung zu Lebzeiten war 2019 in Guimarães.
Er vertrat Portugal bei den Kunstbiennalen von Paris 1980 und Venedig 1984.
Ein bekanntes Werk ist das Gemälde „Rhinoceros Unicornis“, das sich in Turin befindet und aus dem Jahr 1972 stammt. Es behandelt inhaltlich das Geschenk eines Rhinoceros des portugiesischen Königs an den Papst im 16. Jahrhundert. Viele Werke haben autobiographische Bezüge. 1996 erhielt er den Aica-Preis.
Barrias starb am 6. Juni 2020 im Alter von 75 Jahren in seiner Wahlheimat Mailand.